# Bärbel Rust

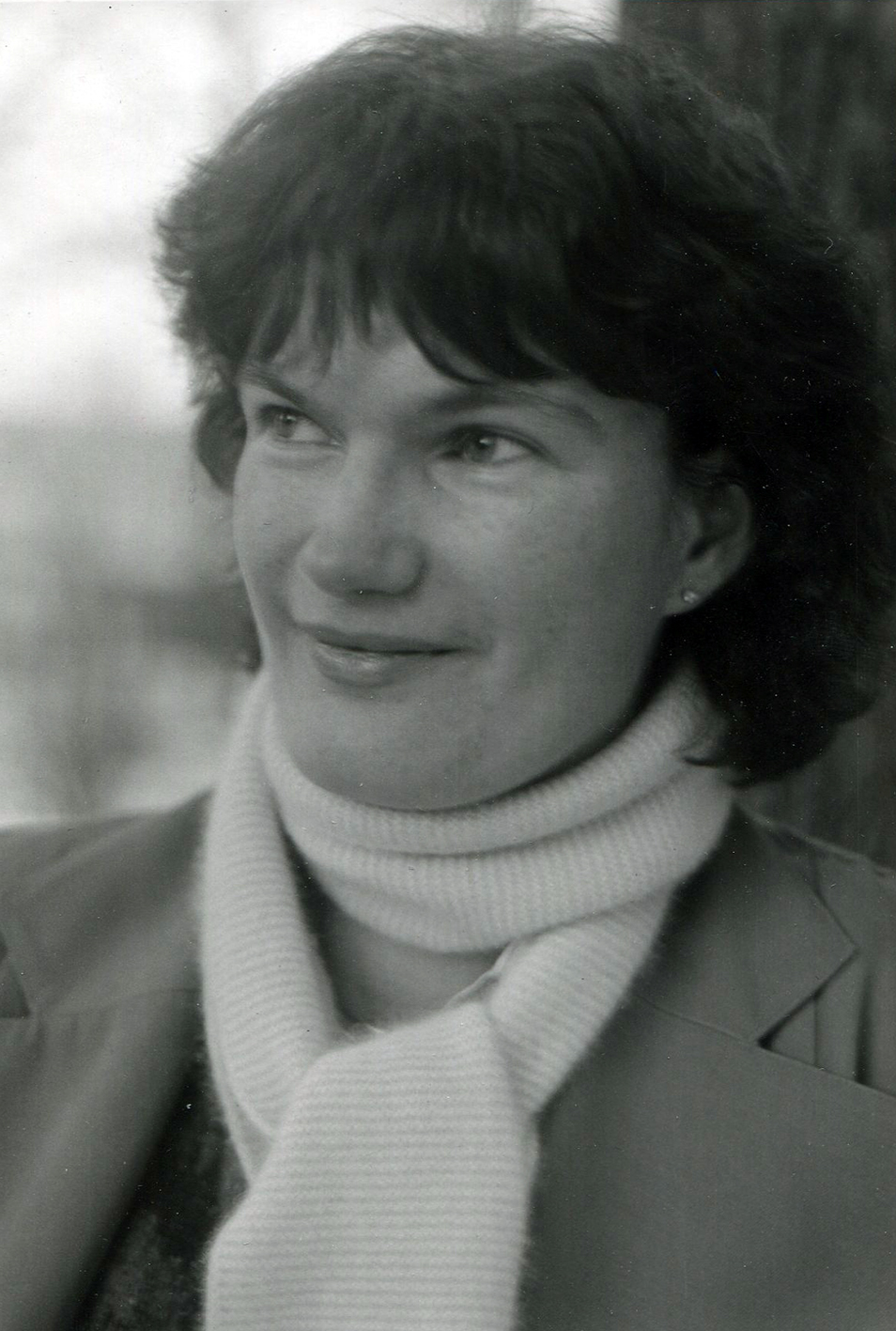
Bärbel Rust, MdB 1987 – 1990

Bärbel Rust (* 22. April 1955 in Braunschweig) ist eine deutsche Politikerin (Grüne). Sie war von 1987 bis 1988 Sprecherin der GRÜNEN-Bundestagsfraktion.

## Familie
Rust ist Mutter zweier Kinder. 1990 zog Rust mit ihrer Familie von Bayern nach Nordrhein-Westfalen. 

## Ausbildung und Beruf
Nach dem Abitur absolvierte Bärbel Rust eine Ausbildung zur Elektro-Assistentin. Danach war sie bis 1985 als Software-Entwicklerin tätig, um sich dann der Betreuung ihrer Kinder zu widmen.
In den Jahren 1990 bis 1992 war Rust Vorstandsmitglied des Öko-Institutes Freiburg-Darmstadt. Dort war sie für den Bereich Gentechnik zuständig.

## Partei
Rust ist seit 1984 Mitglied der GRÜNEN. Sie gehörte dem Landesverband Bayern an. Rust war in den 1980er Jahren Mitglied im Vorstand des Kreisverbandes Nürnberger Land sowie des Bezirksvorstandes Mittelfranken. Ihr politischer Schwerpunkt war die Umwelt- und Frauenpolitik. Rust engagierte sich innerhalb der Landespartei beim Landesarbeitskreis Frauen. 
Nach ihrem Ausscheiden aus dem Deutschen Bundestag übernahm Rust für mehrere Jahre keine parteipolitischen Ämter. Ende der 1990er Jahre engagierte sie sich erneut innerparteilich. Rust wurde Schriftführerin des Grünen-Ortsverbandes Troisdorf. Bei den Vorstandsnachwahlen auf der Grünen-Landesdelegiertenkonferenz von 25. bis 27. Januar 2002 wurde Rust als Beisitzerin in den Landesvorstand der nordrhein-westfälischen Grünen gewählt.

## Abgeordnete
Rust war von 1987 bis 1990 Mitglied des Deutschen Bundestages. Hier war sie von 1987 bis 1988 gemeinsam mit Waltraud Schoppe und Thomas Ebermann gleichberechtigte Sprecherin der Grünen-Bundestagsfraktion. Rust war Mitglied des Haushaltsausschusses, des Ausschusses für Forschung und Technologie sowie der Enquête-Kommission Technikfolgenabschätzung.